# Хорват, Бранко
Бранко Хорват (хорв. Branko Horvat; 24 июля 1928 — 18 декабря 2003) — хорватский экономист, политик и педагог.

## Биография
Хорват родился в Петринье 24 июля 1928 года в семье хирурга еврейского происхождения Артура Хорвата и преподавательницы игры на фортепиано Долорес Штёр. Во время Второй мировой войны в 1944 году 16-летний Хорват и его отец Артур Хорват ушли в партизаны, присоединившись к Народно-освободительной армии Югославии.
После войны изучал экономику и философию в Загребском университете, окончив его в 1952 году. Свою первую докторскую степень по экономике он получил в 1955 году по теме нефтяного хозяйства. Затем он продолжил свое образование в Лондонской школе экономики и Манчестерском университете, где в 1959 году защитил вторую докторскую диссертацию по теории плановой экономики. В 1964—1965 годах проходил стажировку в Гарварде и Массачусетском технологическом институте в США.
Долгое время работал в Институте экономических наук, бывшем Институте планирования Социалистической Федеративной Республики Югославии. Также был членом Экономического института Загреба. Он проработал на факультете Загребского университета с 1975 до 1992 года, когда был вынужден выйти на пенсию под политическим давлением.
Он был редактором журнала «Экономический анализ и рабочее самоуправление» и соавтором журнала «Праксис» (школы праксиса), в который внёс большой вклад с экономической точки зрения, хотя никогда не был членом этой группы. Был внештатным профессором в университетах Белграда, Любляны и Подгорицы. Также был приглашённым лектором во многих учреждениях на разных континентах — в университетах Мичигана, Флориды, Стокгольма, Сантьяго, Лос-Анджелеса и Кембриджа.
Выступал экономическим советником в странах с различными экономическими системами — от Перу и Бразилии до Судана и Бангладеш; также был советником премьер-министров Турции и Украины. Будучи членом югославской делегации в Организации Объединённых Наций, в 1961 году он был избран председателем «Комитета по индустриализации», и под его председательством была создана «Организация Объединенных Наций по промышленному развитию» (ЮНИДО).
Стал известен как экономический теоретик, особенно в области рабочего самоуправления и «трёх аспектов демократии»; получил хождение даже полушутливый термин «марксизм-хорватизм». Он опубликовал около тридцати книг, некоторые из которых переведены на 17 языков. Его наиболее известное исследование — «Политическая экономия социализма» (в 1982 году вышла на английском языке как The Political Economy of Socialism, в 1984 году на хорватском языке как Politička ekonomija socijalizma и в 2001 году на китайском языке). За этот труд Американская экономическая ассоциация в 1983 году номинировала его на Нобелевскую премию по экономике. Примечательно, что из-за бескомпромиссной позиции в отношении социалистических систем эта книга была впервые опубликована не на родине в Югославии, а в США, где была признана книгой года.
Хорват занялся политической деятельностью ещё до распада СФРЮ, основав Ассоциацию югославской демократической инициативы (UJDI). Он пытался объединить демократические силы на общей платформе, но без особого успеха. Он резко критиковал экономическую политику правительства Франьо Туджмана (как и коммунистов). Будучи демократическим социалистом, он отстаивал форму рыночного социализма, названную иллирийской моделью, где фирмы принадлежали и управлялись бы самими работниками и конкурировали бы друг с другом на открытых рынках.
В 1992 году он основал левую партию Социал-демократический союз и стал её президентом. Хорват организовал Балканскую конференцию, главной целью которой было восстановление сотрудничества между силами в республиках распадающейся Югославии. полагая, что это единственный вариант выхода из глубокого кризиса, охватившего регион. В то время это казалось бесполезным занятием, и Бранко нажил себе много врагов как сторонник югославского единства.
Жена Бранко Хорвата, Ранка Пеашинович, также была профессором Загребского университета.
В честь Хорвата была названа улица в Приштине (Косово).